# دينيس اوليش
دينيس اوليش (بالإنجليزية: Dennis Oli)‏ (28 يناير 1984 بنيوهام في المملكة المتحدة - ) هو لاعب كرة قدم بريطاني في مركز جناح ‏. شارك مع منتخب إنجلترا لكرة القدم C ‏. أما مع النوادي، فقد لعب مع إبسفليت يونايتد وسوانزي سيتي وكامبريدج يونايتد وكوينز بارك رينجرز ونادي غيلينغهام ونادي فارنبوروه وهافانت أند ووترلوفيل وويكمب وندررز وهيميل هيمبستيد تاون وغرايز أتلاتيك ‏.

## وصلات خارجية
- دينيس اوليش على موقع قاعدة بيانات كرة القدم.إي يو (الإنجليزية)
- دينيس اوليش على موقع Soccerbase.com (لاعب) (الإنجليزية)